# Marek Niesiołowski
Marek Wacław Myszkiewicz-Niesiołowski (ur. 2 listopada 1945 w Łodzi) – polski inżynier i nauczyciel, działacz opozycji w PRL.

## Życiorys
W 1973 ukończył studia na Wydziale Mechanicznym Politechniki Łódzkiej.
W marcu 1968 był uczestnik wieców studenckich oraz strajku na uczelni. Od 1969 działacz podziemnej organizacji Ruch. Uczestniczył w przygotowaniach do podpalenia Muzeum Lenina w Poroninie. W czerwcu 1970 został zatrzymany i tymczasowo aresztowany. 8 sierpnia 1971 skazany wyrokiem Sądu Powiatowego dla Łodzi-Śródmieścia na karę trzech i pół roku pozbawienia wolności. Warunkowe zwolnienie uzyskał latem 1972. Od 1973 do 1979 był pracownikiem Fabryki Kotłów i Radiatorów Fakora. Od 1977 do 1980 działał w  Ruchu Obrony Praw Człowieka i Obywatela. W latach 1979–1984 pracował w Łódzkich Zakładach Prototypów Maszyn i Urządzeń Przemysłu Lekkiego „Protomet”.
Od września 1980 członek Niezależnego Samorządnego Związku Zawodowego „Solidarność”. Był delegatem na I WZD Regionu Ziemia Łódzka związku. W 1981 wstąpił do Ruchu Niepodległościowego założonego przez Andrzeja Czumę. Po wprowadzeniu stanu wojennego został internowany, przebywał w ośrodkach w Sieradzu, Łowiczu i Kwidzynie, zwolniono go 21 września 1982. W latach 1982–1988 współpracował z podziemnymi strukturami „Solidarności” na Uniwersytecie Łódzkim. Od 1986 pracował jako nauczyciel w łódzkich szkołach zawodowych.
W 2012 został członkiem rady nadzorczej Grupowej Oczyszczalni Ścieków w Łodzi.

## Życie prywatne
Syn Janusza Myszkiewicza-Niesiołowskiego, uczestnika wojny polsko-bolszewickiej oraz kampanii wrześniowej, w okresie okupacji żołnierza AK. Jego matką była Halina z domu Łabędzka. Brat Stefana Niesiołowskiego.

## Odznaczenia
- Krzyż Komandorski Orderu Odrodzenia Polski (2007)[6]
- Odznaka „Zasłużony Działacz Kultury” (2001)[3]